# Artabotrys monteiroae
Artabotrys monteiroae Oliv. – gatunek rośliny z rodziny flaszowcowatych (Annonaceae Juss.). Występuje naturalnie w Republice Południowej Afryki, Zimbabwe, Mozambiku, Zambii, Demokratycznej Republice Konga, Burundi, Tanzanii oraz Ugandzie. 

## Morfologia
PokrójZimozielony krzew lub liany. Dorasta do 2–6 m wysokości. Pędy są owłosione.
LiścieMają kształt od owalnego do eliptycznego lub podłużnego. Mierzą 3–14 cm długości oraz 1,5–6 cm szerokości. Są skórzaste, lekko owłosione od spodu. Nasada liścia jest klinowa. Wierzchołek jest od zaokrąglonego do krótko spiczastego. Ogonek liściowy jest owłosiony i dorasta do 2–5 mm długości.
KwiatySą pojedyncze lub zebrane po 2–9 w kwiatostany. Rozwijają się w kątach pędów. Działki kielicha mają owalnie trójkątny kształt i dorastają do 1–3 mm długości. Płatki mają żółtą lub kremową barwę i osiągają do 4–12 mm długości. Kwiaty mają 8–11 nagich słupków o jajowatym kształcie.
OwocePojedyncze lub zebrane po 2–4 tworząc owoc zbiorowy. Mają kształt od elipsoidalnego do cylindrycznego. Osiągają 9–15 mm długości.

## Biologia i ekologia
Rośnie w lasach i na brzegach rzek, na piaszczystym podłożu. Występuje na wysokości do 1900 m n.p.m..